# Phó Chủ tịch nước Lào
Phó Chủ tịch nước Cộng hòa Dân chủ Nhân dân Lào  (tiếng Lào: ຮອງປະທານປະເທດ ແຫ່ງ ສປປ ລາວ) gọi tắt là Phó Chủ tịch nước Lào (tiếng Lào: ຮອງປະທານປະເທດ ແຫ່ງ ລາວ) là chức vụ lãnh đạo cấp cao của nước Cộng hòa Dân chủ Nhân dân Lào.
Dựa theo Hiến pháp Lào chức vụ Phó Chủ tịch nước thực hiện mọi nhiệm vụ do Chủ tịch nước giao và được thay mặt Chủ tịch nước trong trường hợp khuyết. Trường hợp Chủ tịch nước không thực hiện được nhiệm vụ thì Phó Chủ tịch nước thực hiện nhiệm vụ Chủ tịch nước cho đến khi Quốc hội bầu ra Chủ tịch nước mới.
Phó Chủ tịch nước được thiết lập từ năm 1996. Trước đó không thiết lập chức vụ Phó Chủ tịch nước.
Phó Chủ tịch nước được Quốc hội bầu trên cơ sở giới thiệu của Ủy ban Thường vụ Quốc hội. Có nhiệm kỳ 5 năm và không giới hạn nhiệm kỳ. Chủ tịch nước, Phó Chủ tịch nước phải là đại biểu Quốc hội.
Khác với một số nước, chức vụ Phó Chủ tịch nước có vai trò quan trọng trong chính trị Lào. Từ năm 2021, Quốc hội bầu cùng lúc hai Phó Chủ tịch nước.

## Danh sách Phó Chủ tịch nước
Danh sách người đảm nhiệm.
| Thứ tự            | Quốc hội khóa | Phó Chủ tịch nước     | Đảng phái                   | Bổ nhiệm  | Miễn nhiệm  | Chủ tịch nước       | Ghi chú                |
| ----------------- | ------------- | --------------------- | --------------------------- | --------- | ----------- | ------------------- | ---------------------- |
| 1                 | III           | Sisavath Keobounphanh | Đảng Nhân dân Cách mạng Lào | 1996      | 24/2/1998   | Nouhak Phoumsavanh  |                        |
| 2                 | IV            | Oudom Khattigna       | Đảng Nhân dân Cách mạng Lào | 24/2/1998 | 9/12/1999   | Khamtai Siphandon   | Mất khi đang tại nhiệm |
| Trống (1999-2001) |               |                       |                             |           |             |                     |                        |
| 3                 | V             | Choummaly Sayasone    | Đảng Nhân dân Cách mạng Lào | 27/3/2001 | 8/6/2006    | Khamtai Siphandon   |                        |
| 4                 | VI            | Bounnhang Vorachith   | Đảng Nhân dân Cách mạng Lào | 8/6/2006  | 15/6/2011   | Choummaly Sayasone  |                        |
| 4                 | VII           | Bounnhang Vorachith   | Đảng Nhân dân Cách mạng Lào | 15/6/2011 | 20/4/2016   | Choummaly Sayasone  |                        |
| 5                 | VIII          | Phankham Viphavanh    | Đảng Nhân dân Cách mạng Lào | 20/4/2016 | 22/3/2021   | Bounnhang Vorachith |                        |
| 6                 | IX            | Pany Yathotou         | Đảng Nhân dân Cách mạng Lào | 22/3/2021 | Đương nhiệm | Thongloun Sisoulith |                        |
| 7                 | IX            | Bounthong Chitmany    | Đảng Nhân dân Cách mạng Lào | 22/3/2021 | Đương nhiệm | Thongloun Sisoulith |                        |